# Synhimantus laticeps
Espèce
Synonymes
- Spiroptera laticeps Rudolphi, 1819 (protonyme)

Synhimantus laticeps est une espèce de nématodes de la famille des Acuariidae et parasite d'oiseaux.

## Hôtes
Synhimantus laticeps parasite des oiseaux, et a été retrouvé chez les rapaces suivants :
- Busard des roseaux (Circus aeruginosus)
- Busard Saint-Martin (Circus cyaneus)
- Buse pattue (Buteo lagopus)
- Buse variable (Buteo buteo)
- Effraie des clochers (Tyto alba)
- Épervier d'Europe (Accipiter nisus)
- Faucon crécerelle (Falco tinnunculus)
- Faucon crécerellette (Falco naumanni)
- Faucon émerillon (Falco columbarius)
- Faucon hobereau (Falco subbuteo)
- Faucon pèlerin (Falco peregrinus)
- Faucon sacre (Falco cherrug)
- Grand-duc d'Amérique (Bubo virginianus)
- Hibou grand-duc (Bubo bubo)
- Hibou des marais (Asio flammeus)
- Hibou moyen-duc (Asio otus)
- Milan noir (Milvus migrans)

## Taxinomie
L'espèce est décrite en 1819 par le zoologiste allemand Karl Asmund Rudolphi sous le protonyme Spiroptera laticeps.